# Romana Julinová
Romana Julinová, dříve Kvapilíková, (* 20. dubna 1966 Písek) je česká herečka, v letech 1997 až 2022 členka souboru Městského divadla Zlín, od roku 2022 členka souboru Moravského divadla Olomouc.

## Život
Už jako dítě navštěvovala dramatický kroužek. Vystudovala na hudebně dramatickém oddělení Pražské konzervatoře, následně působila v divadle v Chebu. V 90. letech 20. století se stala členkou souboru Městského divadla Zlín.
Pracovala s režisérem Karlem Kachyňou, který ji obsadil do snímku Smrt krásných srnců (1986). Dělala také dabing, natáčí reklamy pro rádio. Z dalších filmových rolí lze zmínit například snímky Kariéra (1984), Hele, on letí! (1984) či Přízrak (1987). Objevila se také v epizodních rolích v televizních seriálech Rozsudek (2014) nebo Četníci z Luhačovic (2017).
V roce 2022 ukončila své angažmá v Městském divadle Zlín a přešla do angažmá Moravského divadla Olomouc.
Jejím manželem je taktéž herec Městského divadla Zlín a později Moravského divadla Olomouc Zdeněk Julina. Mají spolu dvě děti – dceru Adinu a syna Jakuba.